# Braunfels
Braunfels är en stad i Hessen, sydväst om Wetzlar, med ett vackert slott i gotisk stil, ombyggt i slutet av 1800-talet och med rika konstsamlingar. Befolkningen i Braunfels uppgår till cirka 11 000 invånare, på en yta av 47 kvadratkilometer.
Det har sedan 1200-talet varit residens för grevarna, sedan 1742 furstarna av Solms-Braunfels. Då dessa 1806 förlorat sin riksomedelbarhet, kom Braunfels till hertigdömet Nassau och 1815 till Preussen.